# 大阪府立泉尾工業高等学校
大阪府立泉尾工業高等学校（おおさかふりつ いずおこうぎょうこうとうがっこう）は、大阪府大阪市大正区泉尾に所在する公立の工業高等学校。

## 概要
大阪市立として創立したが、2022年度に大阪府立として移管されている。全日制課程の工業高等学校として、機械科、電気科、工業化学科、セラミック科、ファッション工学科の5学科を設置する。
うちファッション工学科は全国唯一の学科となり、同学科については生徒の9割を女子が占める。
旧制の大阪市立泉尾工業学校として1921年に設置認可され、翌1922年より授業を開始した。その後新制高等学校の大阪市立泉尾工業高等学校となった。
かつては夜間定時制課程単独設置校の大阪市立泉尾第二工業高等学校（2004年閉校）と校舎を共有していた。

## 沿革

### 旧制泉尾工業学校
1921年9月13日、5年制の大阪市立泉尾工業学校の設立が認可された。
大阪市立としては2番目に設置された工業学校となる。当時の大阪市の方針により、既存の大阪市立工業学校（現在の大阪府立都島工業高等学校）が機械・電気など物理系を中心にしていたことに対して、化学系を中心とする工業学校として臨海部に設置された。
1921年9月の設置認可当初には紡織科、色染科、窯業科の3科をおき、1922年3月には応用化学科を増設している。
1922年4月に西区市岡（現在の港区磯路3丁目付近）・大阪市立市岡商業学校（のちの大阪市立市岡商業高等学校）を仮校舎として授業を開始した。1922年10月20日には現在地に校舎が完成して移転している。この日を創立記念日としている。
1923年12月には大阪市立工業学校（現在の大阪府立都島工業高等学校）より応用化学科を移管し、在校生を編入している。
太平洋戦争に伴う戦時体制の影響で、1944年には4年制への短縮と学科の再編が実施されている。終戦直後の1946年には5年制への復帰が実施された。また1946年には、廃校となった大阪市立酉島工業学校の応用化学科を合併している。

### 泉尾工業高等学校
学制改革に伴って新制中学校が発足したことに伴い、1947年には併設中学校を過渡的に設置し、旧制泉尾工業学校2年生・3年生を併設中学校へと移行させた。
また廃止になった旧制大阪市立安治川女子工業学校の学校事務を継承する形になった。
翌1948年には新制高等学校制度の発足により、大阪市立泉尾工業高等学校へと改編された。新制高等学校発足当時、紡織科・色染科・窯業科・工業化学科・化学機械科の5学科を設置した。
新制高等学校への移行で名目上は男女共学にはなったものの、旧制女子学校との生徒交流をおこなわなかった。実質的な男女共学化は、女子生徒が初めて同校を受験して入学した1963年となった。『大正区史』によると、この女子生徒が受験願書を学校に提出した際、係員から「何かの間違いではないか」と言われたという話が記されている。
1963年に電気科を新設した。また既存学科の改称や、従来の2学科を統合してファッション工学科を設置する改編（1993年）などを経ている。

### 府立移管へ
2010年代になると、大阪市立の高等学校全校を大阪府に移管する構想が浮上した。
大阪市と大阪府の間で高等学校を府に移管する基本合意ができたことが、2019年9月に明らかになった。その後2020年12月に大阪市会および大阪府議会で移管に関連する条例が可決された。
これに伴い大阪市立の高等学校全校は2022年度より大阪府に移管されることになり、泉尾工業高等学校についても2022年4月より大阪府立泉尾工業高等学校へと改称された。

### 再編構想
大阪市高等学校教育審議会は2020年8月4日、「Society 5.0で実現する社会に求められる大阪の産業人材育成を担う新たな工業系高等学校の在り方について（第13次答申）」を出した。第13次答申は、大阪市立の工業系高等学校の改革の方向性についての提言となっている。
この中で泉尾工業高等学校については、大阪市立生野工業高等学校および大阪市立東淀工業高等学校と統合して新工業高等学校を設置する形での再編構想が打ち出された。
2022年度に大阪府への移管が構想されていることで、統合再編は府立移管後に具体化されるという見通しもあわせて示されている。

### 年表
- 1921年9月13日 - 大阪市立泉尾工業学校設立認可（5年制）。
- 1922年4月 - 大阪市立泉尾工業学校として開校・仮校舎で授業開始。
- 1922年10月22日 - 現在地に移転。
- 1926年 - 敷地内に夜間課程の大阪市立泉尾工業専修学校（のち大阪市立泉尾第二工業高等学校）が開校。
- 1944年 - 4年制へ短縮。
- 1946年 - 5年制へ復帰。酉島工業学校応用化学科を合併。
- 1948年 - 学制改革により大阪市立泉尾工業高等学校となる。紡織科・色染科・窯業科・工業化学科・化学機械科の5学科を設置。
- 1949年 - 紡織科を繊維工業科に、色染科を色染工業科にそれぞれ名称変更。
- 1950年9月 - ジェーン台風で校舎被害。
- 1963年 - 初めて女子生徒が受験・入学し、男女共学が実質的に始まる。
- 1963年 - 電気科を新設。
- 1979年 - 化学機械科を機械科に名称変更。
- 1988年 - 窯業科をセラミック科に名称変更。
- 1993年 - 繊維工業科・色染工業科を統合し、ファッション工学科へ改編。
- 2022年 - 大阪府に移管。大阪府立泉尾工業高等学校に改称。

## 交通
- 大阪シティバス 泉尾4丁目バス停からすぐ
- 大阪シティバス 南泉尾バス停から西へ約300m
- 大阪環状線・Osaka Metro長堀鶴見緑地線 大正駅より南西へ約2km

## 出身者
- 山下俊彦 - 元松下電器産業社長
- 村上三島 - 書家
- 長尾浩志 -元バレーボール選手、元プロレスラー
- 田中健二 - 元プロ野球選手
- 西村美紀 -プロボウラー
- 高橋真琴 - イラストレーター
- 出花崇太郎 - 柔道家、総合格闘家